# Salitrón Viejo

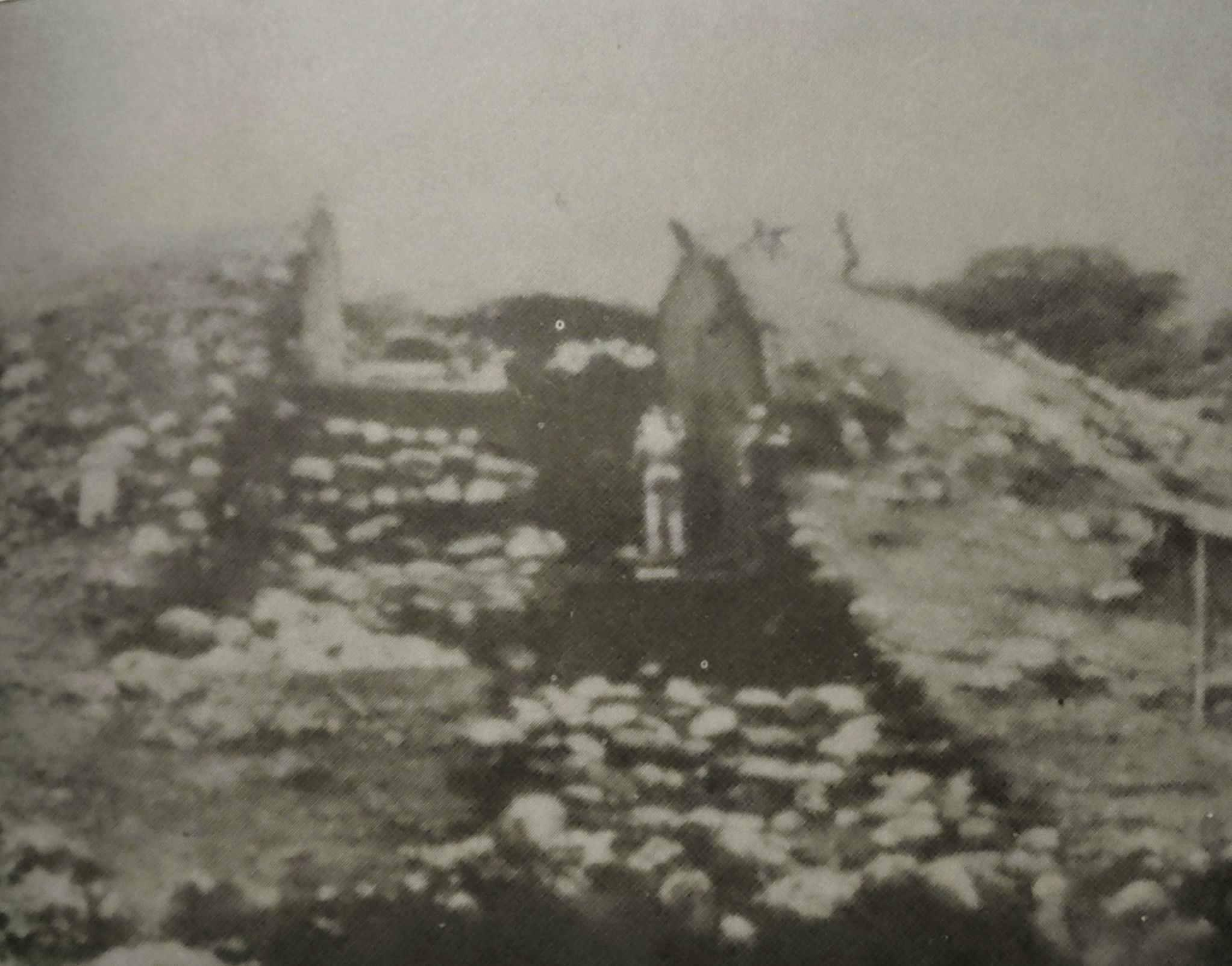
Montículo apodado "La iglesia" siendo este el más grande encontrado en el sitio.

Salitrón Viejo fue un sitio arqueológico de la Cultura Lenca del período clásico Mesoamericano localizado en Honduras. Este contó con una arquitectura compleja y una sociedad estratificada, pues el acceso a los recursos y uso de espacios estaba bien definido. Muchos sitios de la región tienen arquitectura residencial de elite.

## Historia

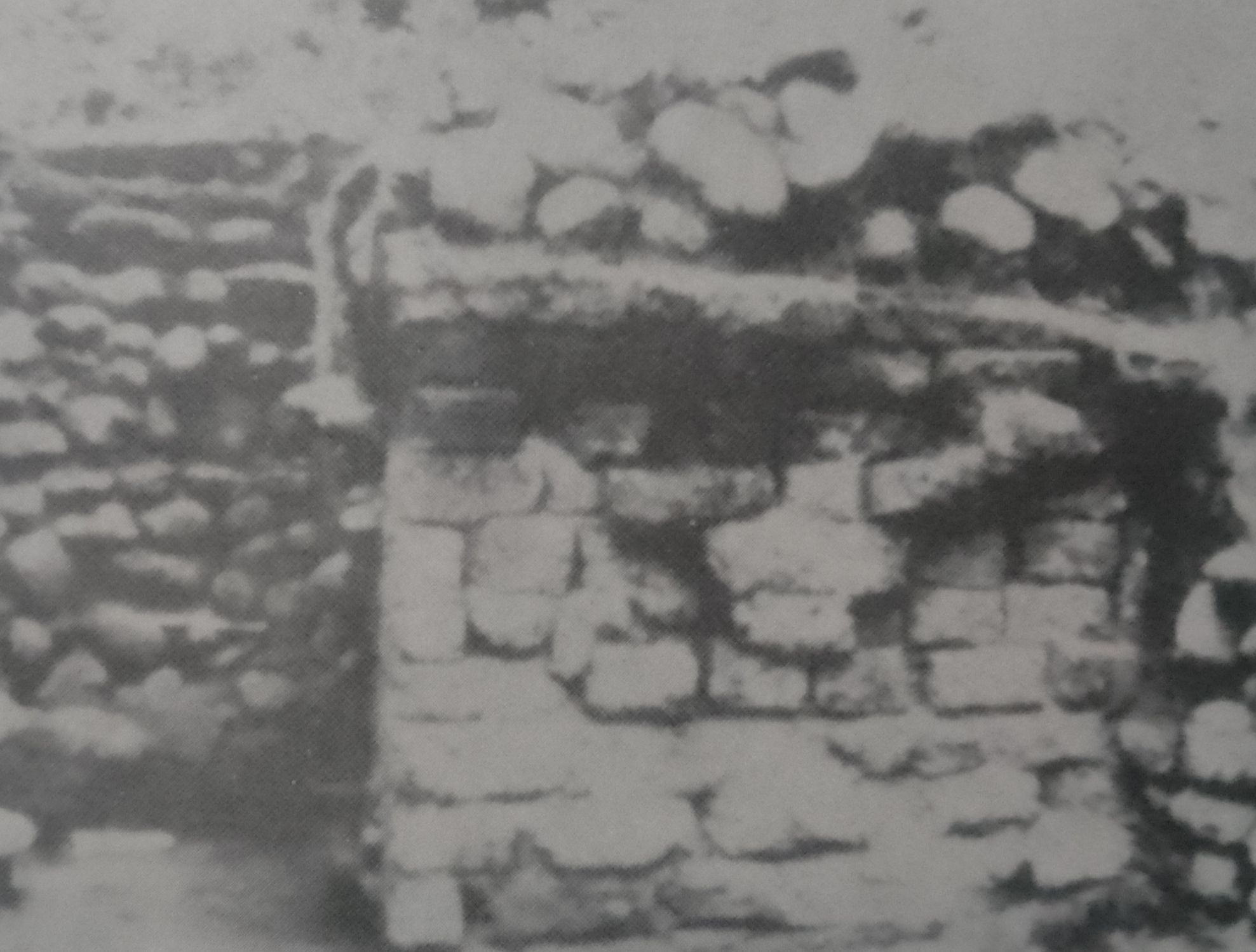
Antiguos muros de la estructura.

### Época prehispánica
Durante el periodo clásico fue una ciudadela densamente poblada, con alrededor de 220 estructuras, La pirámide más grande llegó a medir más de 10 metros. Estuvo activa entre los años 300 y 1000 d. C. y aparentemente sirvió como uno de los varios puentes para conectar las rutas comerciales que conectaba el Mar Caribe y el Océano Pacífico.
Aparentemente, se trataba de una sociedad ordenada o internamente segmentada, lo que permitía un acceso diferenciado a los recursos e inversión de los mismos en la arquitectura doméstica y cívica. Debido a la época en que esta existió, estaba altamente influenciada por la arquitectura Maya, en especial de Copán y el Puente, pues esta tenían plazas centrales y campos de pelota similar a las ciudades mayas.

### sigloXX
Desde 1978 hasta 1984, se trabajó en toda la cuenca de los ríos Humuya y Sulaco, encontrando una variedad de sitios, los más importantes de la región de El Cajón. Muchos de estos fueron examinados por arqueólogos determinando que había unos 166 de los 220 de ellos conservados en buen estado.
Para 1985, cuando se construyó la represa hidroeléctrica del Cajón, el sitio arqueológico fue altamente dañado, hasta que las aguas de la represa enterraron los montículos, siendo la única forma de poder verlos a través del buceo; pero debido a su profundidad es difícil su acceso y su estudio ha sido limitado. Todavía la mayoría de los montículos están parcialmente preservados pero debido al agua que los cubre es limitado el acceso a ellos por la profundidad y riesgos para los buceadores.